# Hypoestes phyllostachya
Espèce
Classification APG III (2009)
Synonymes
- Hypoestes sanguinolenta Hook, 1865
- Hypoestes ratundifolia
- Plante aux éphélides

Hypoestes phyllostachya est une espèce de plantes à fleurs de la famille des Acanthaceae. C'est une plante vivace originaire de Madagascar,. Il en existe beaucoup de cultivars et elle est naturalisée en Australie sur des parties de la côte est subtropicale.

## Description
Ce petit arbrisseau à feuillage vert maculé de points rose-violet forme des touffes buissonnantes et compactes d'une hauteur maximale de l'ordre d'un mètre et, plus normalement, de 20 à 30 cm,. Les feuilles sont opposées, ovales et pointues. Elles sont portées par des pétioles de 2 à 4 cm. Les fleurs petites se forment en épi au bout des tiges et sont rose/violet.
Hypoestes phyllostachya se propage par bouture et semis.

## Étymologie
Dans son nom vernaculaire de "plante aux éphélides", "éphélides" vient du grec epi,« à cause de » et helios, « soleil » et désigne les taches de rousseur chez l'Homme.

## Cultivar
Hypoestes phyllostachya possède une multitude de cultivars dont les feuilles sont à fond vert, blanc ou rouge (du rose au rouge carmin), ponctuées, tachées ou striées de vert, blanc ou rouge parmi lesquels peuvent être cités :
- H. phyllostachya 'Camina' aux feuilles vert foncé et rouge carmin
- H. phyllostachya 'Confetti Blush', blanc veiné de vert olive
- H. phyllostachya 'Pink Splash', vert et rose pâle
- H. phyllostachya 'Red Splash', vert soutenu et rouge
- H. phyllostachya 'White Splash', vert et blanc

## Galerie

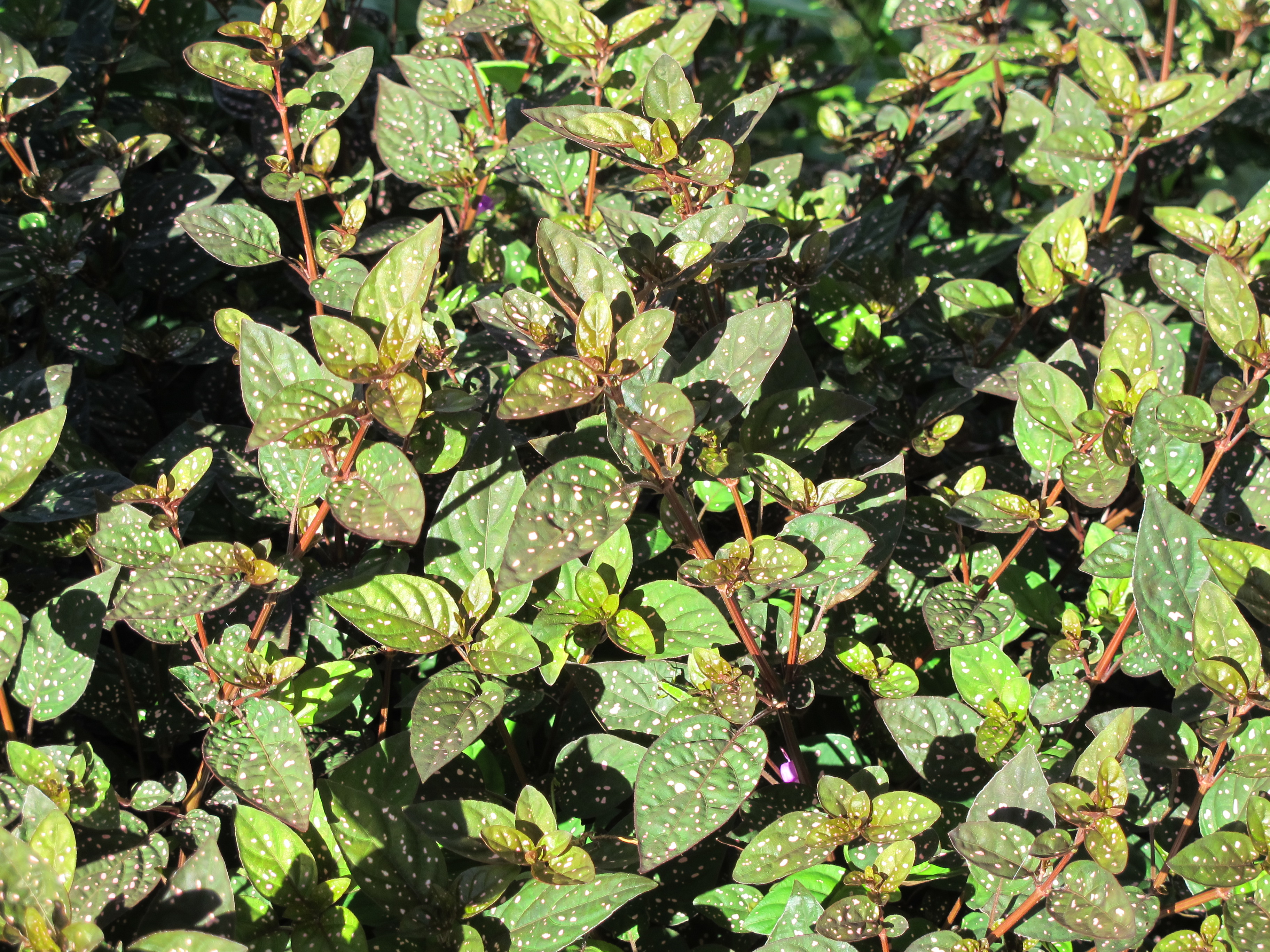
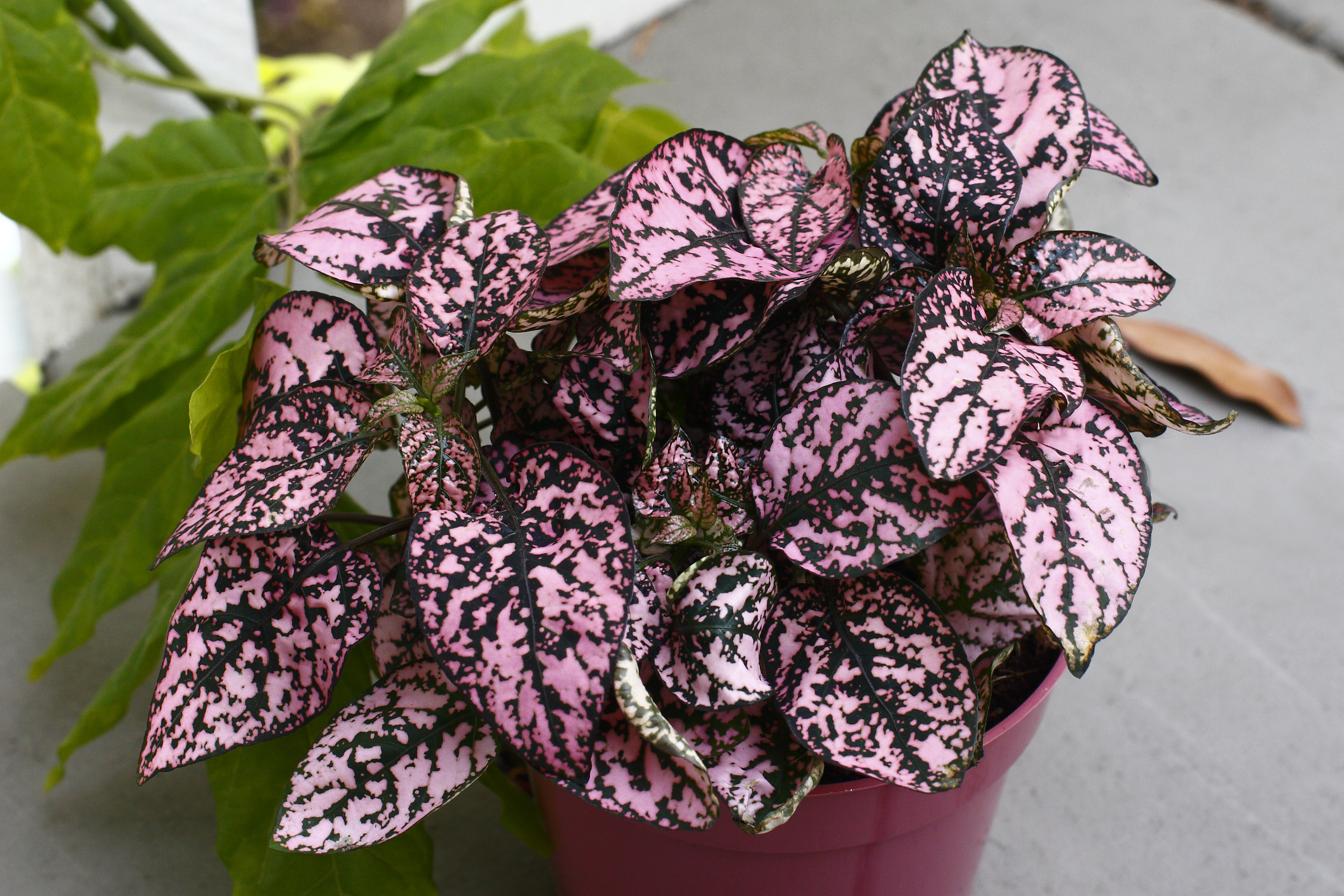
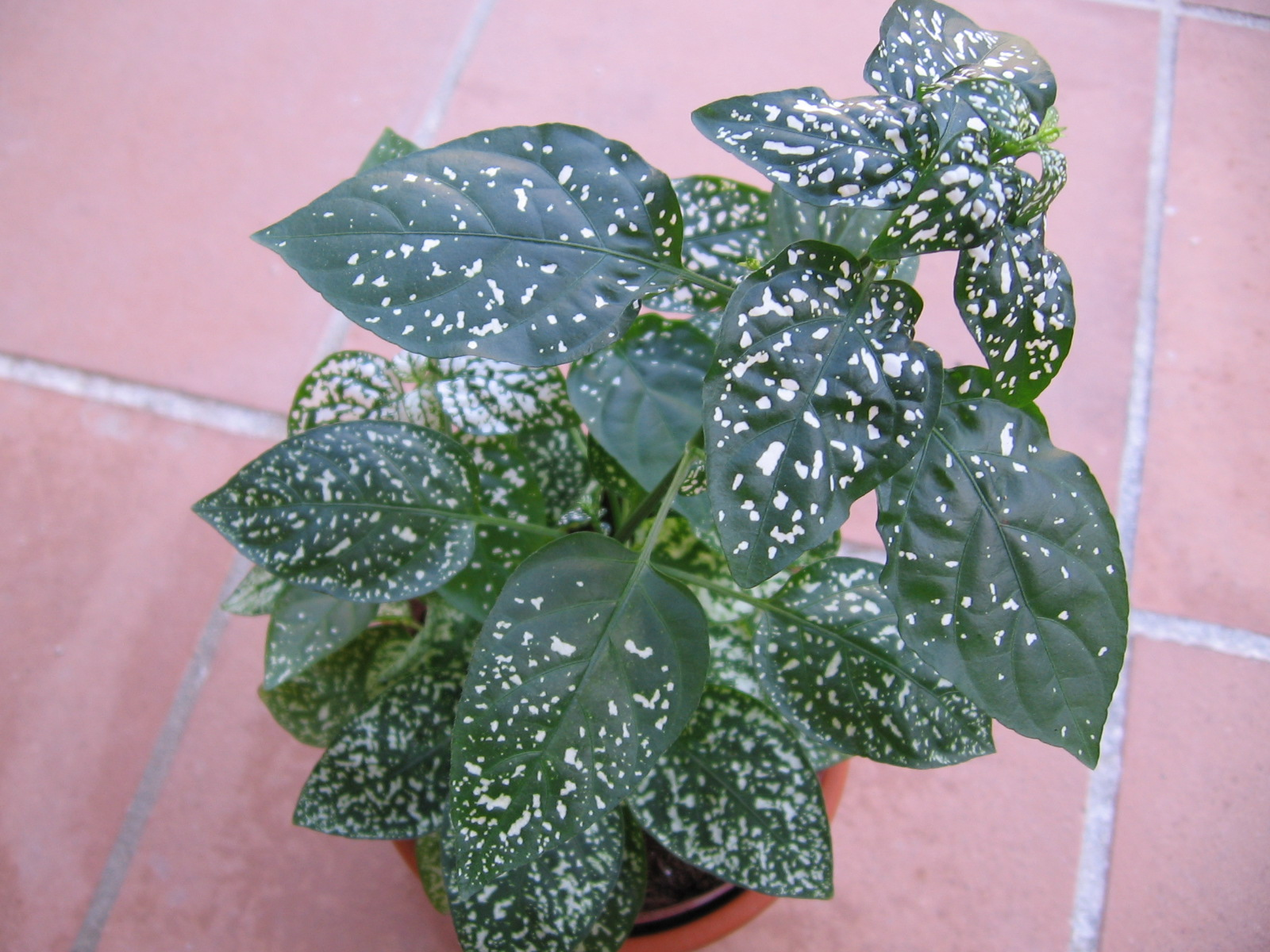
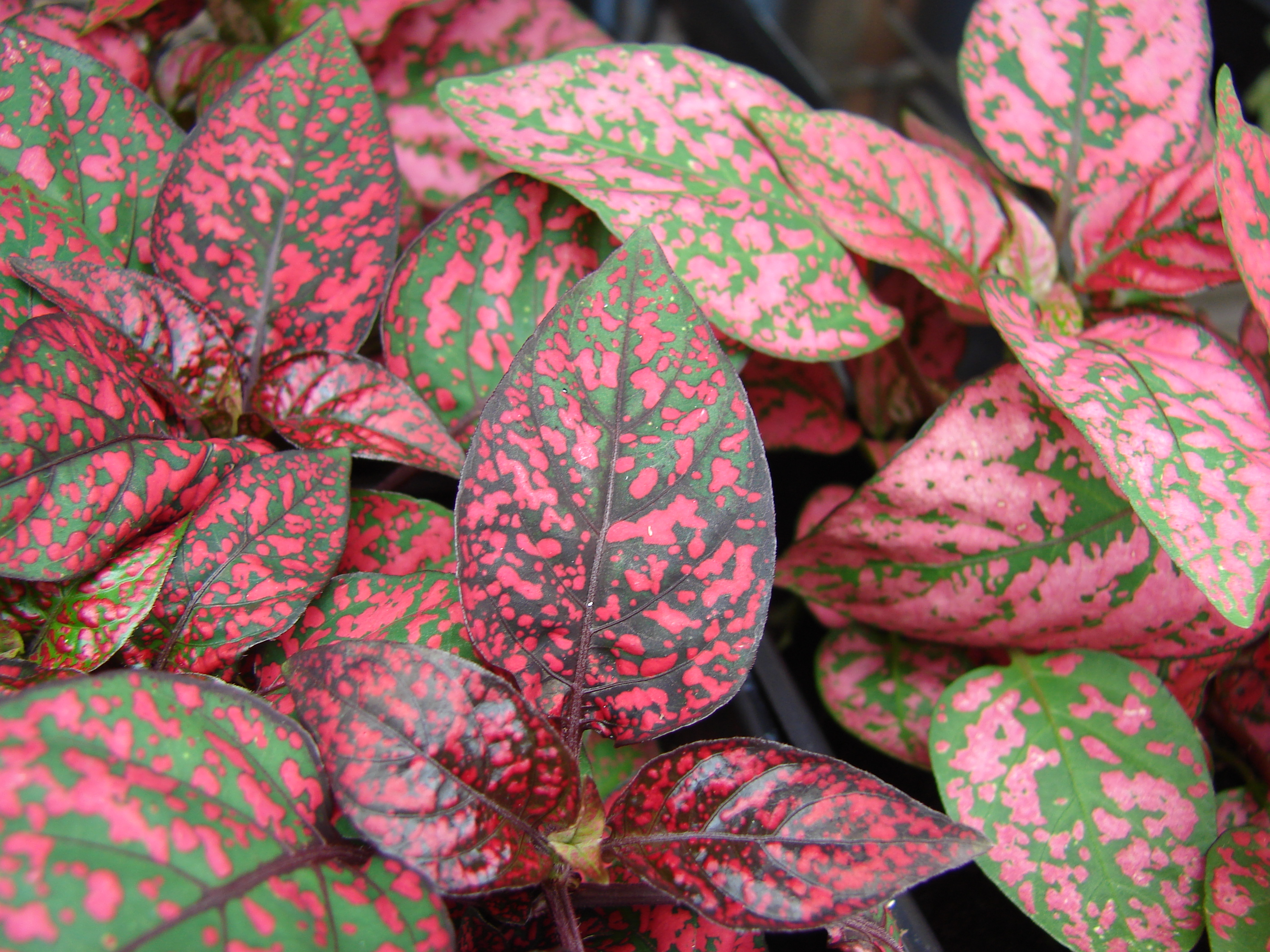
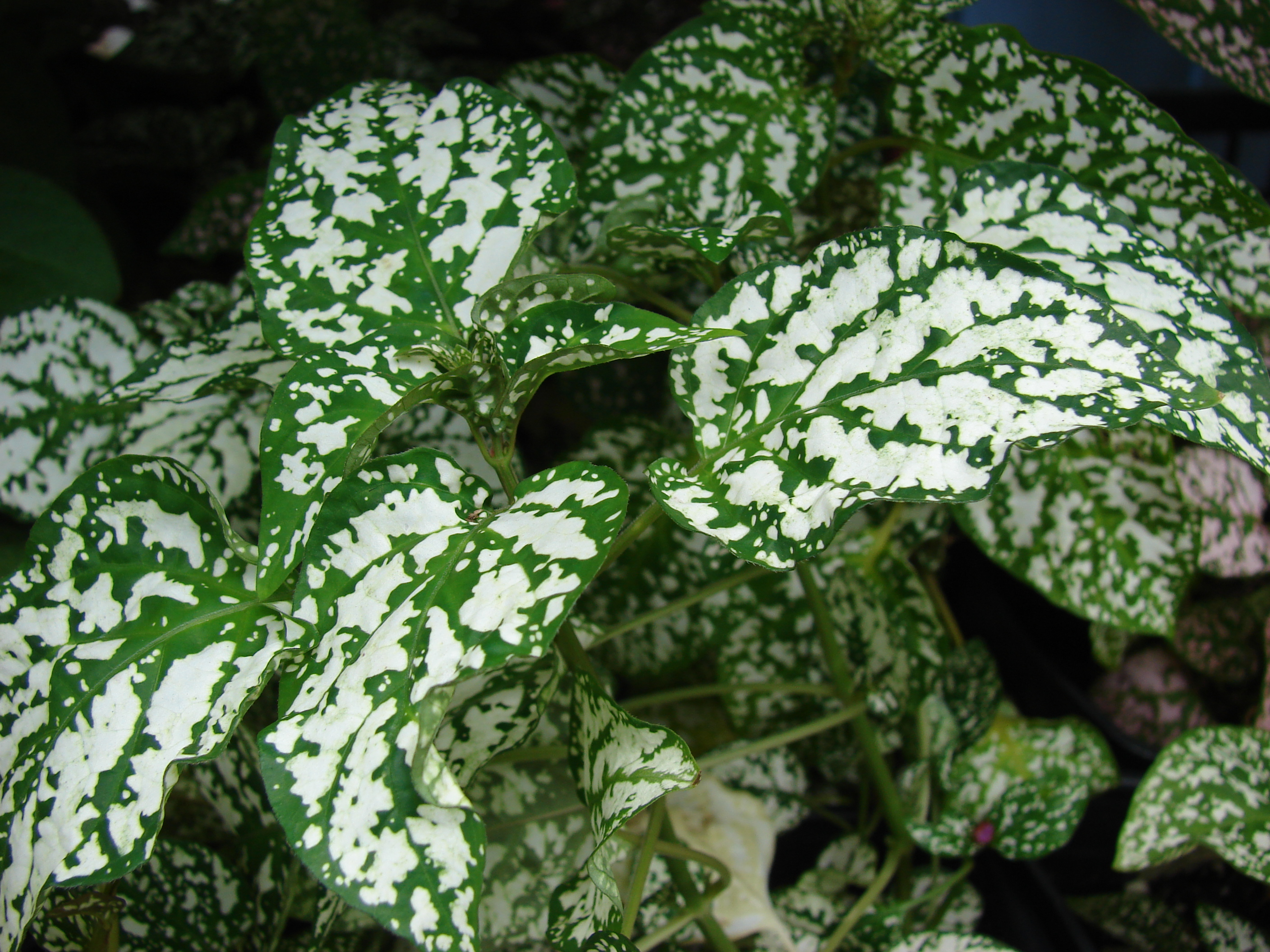
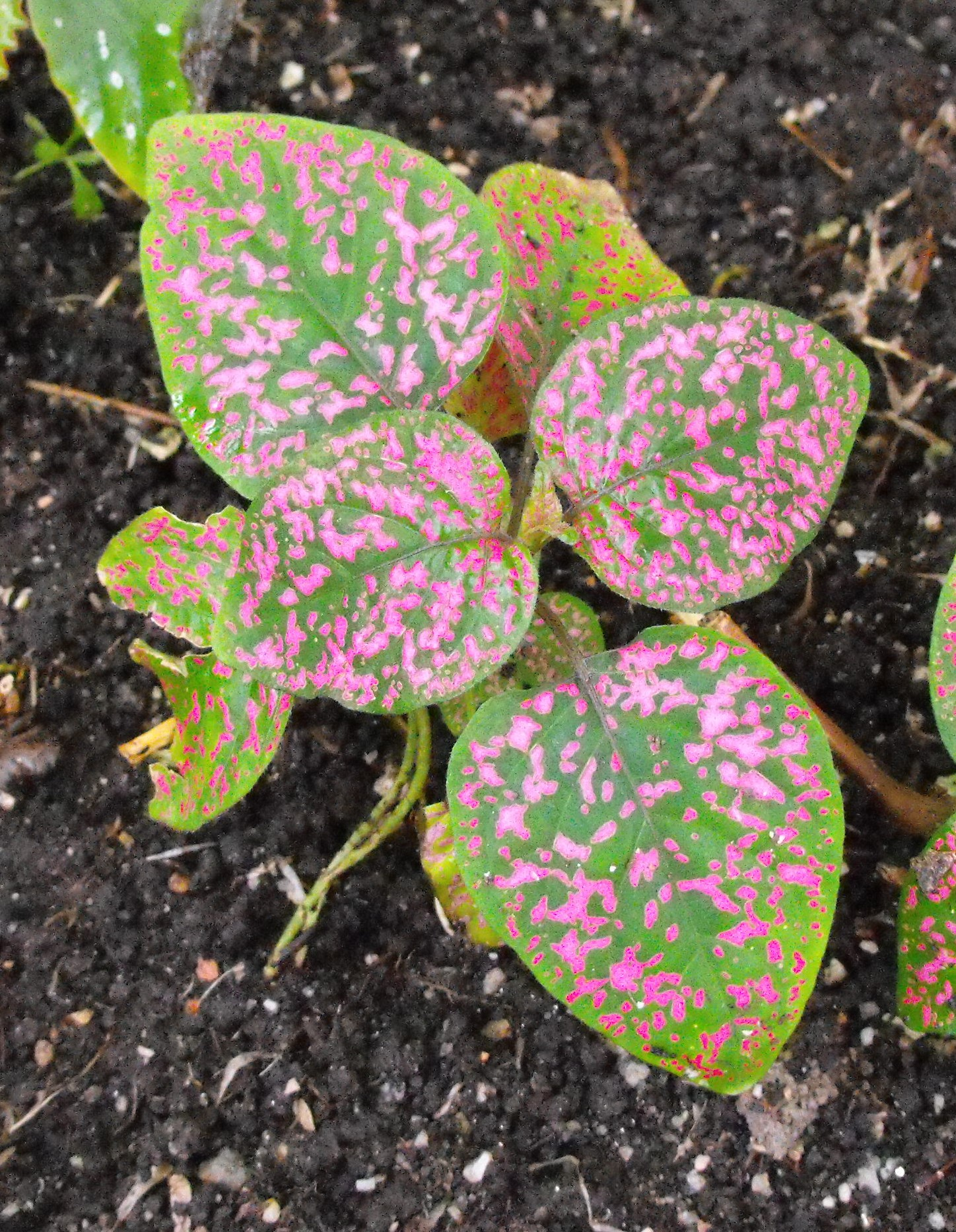
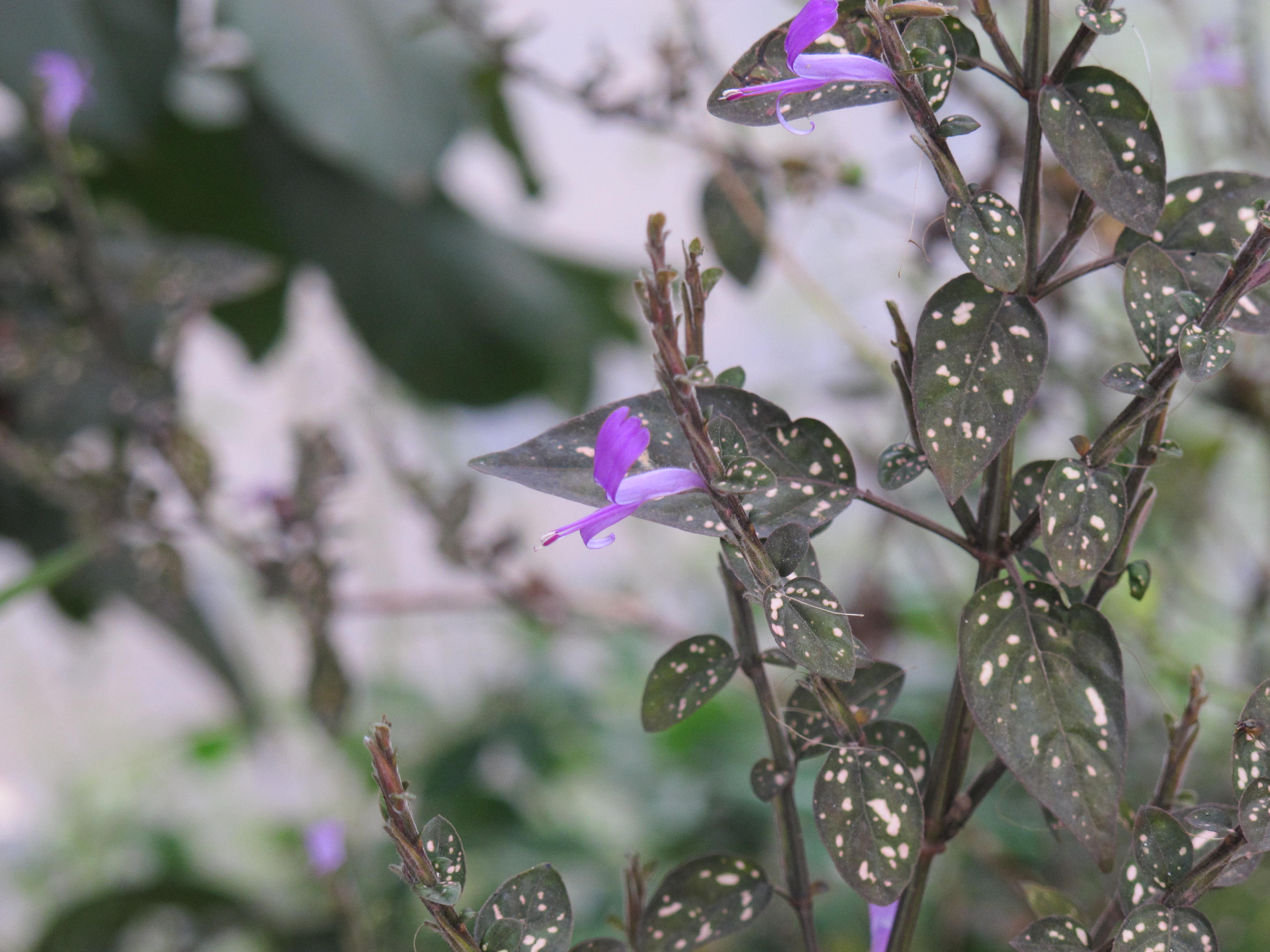
Fleur.
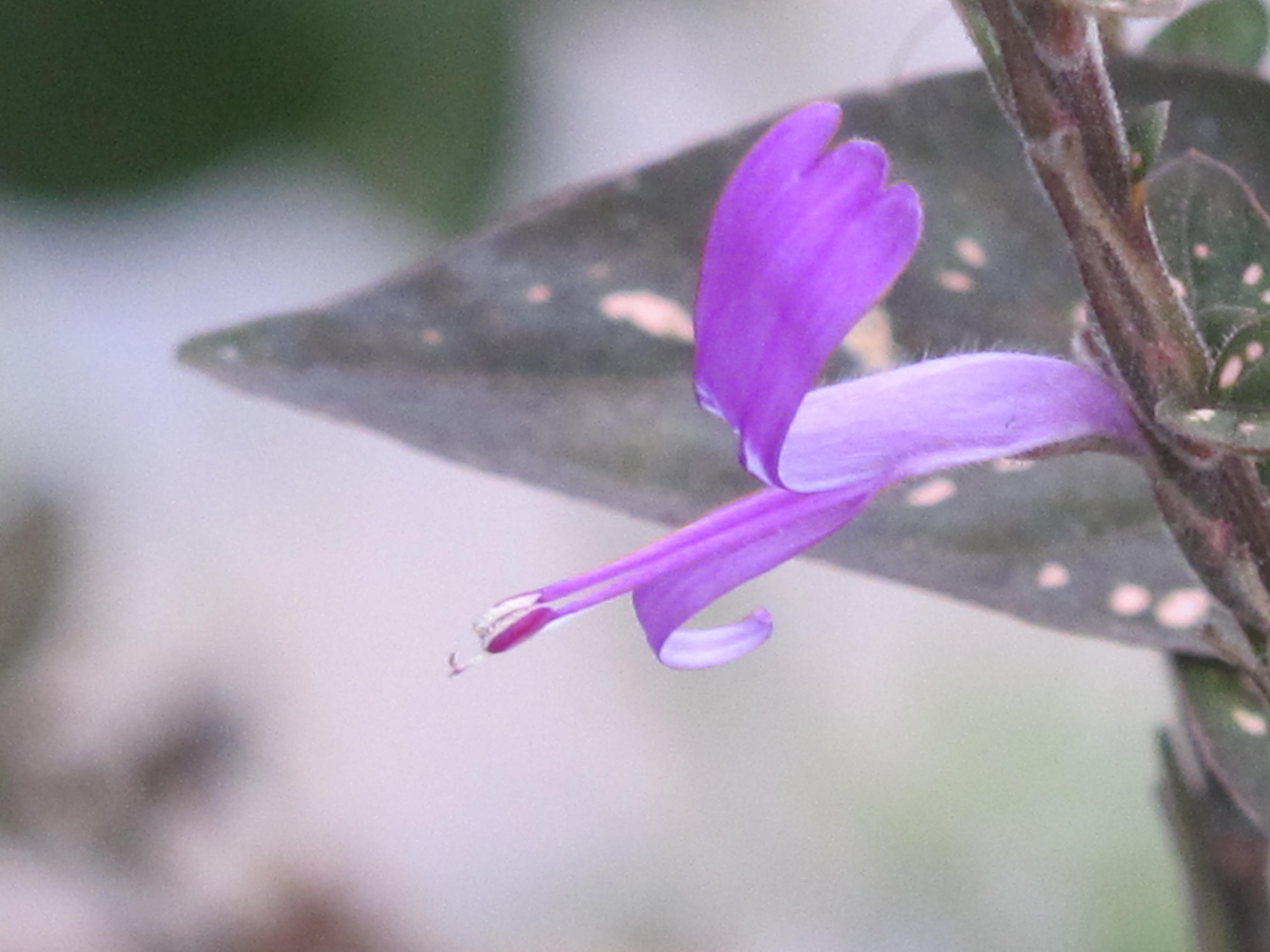
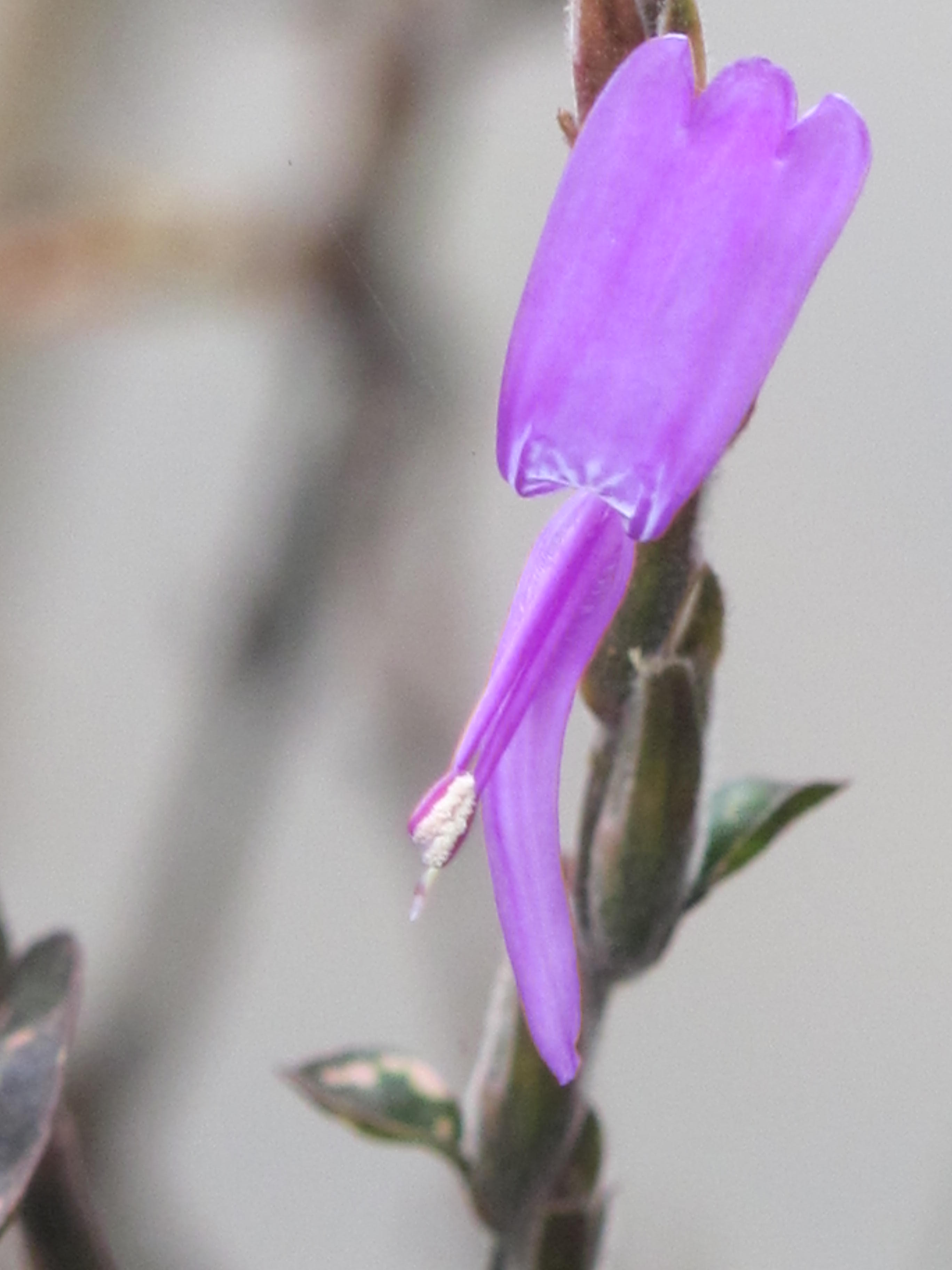
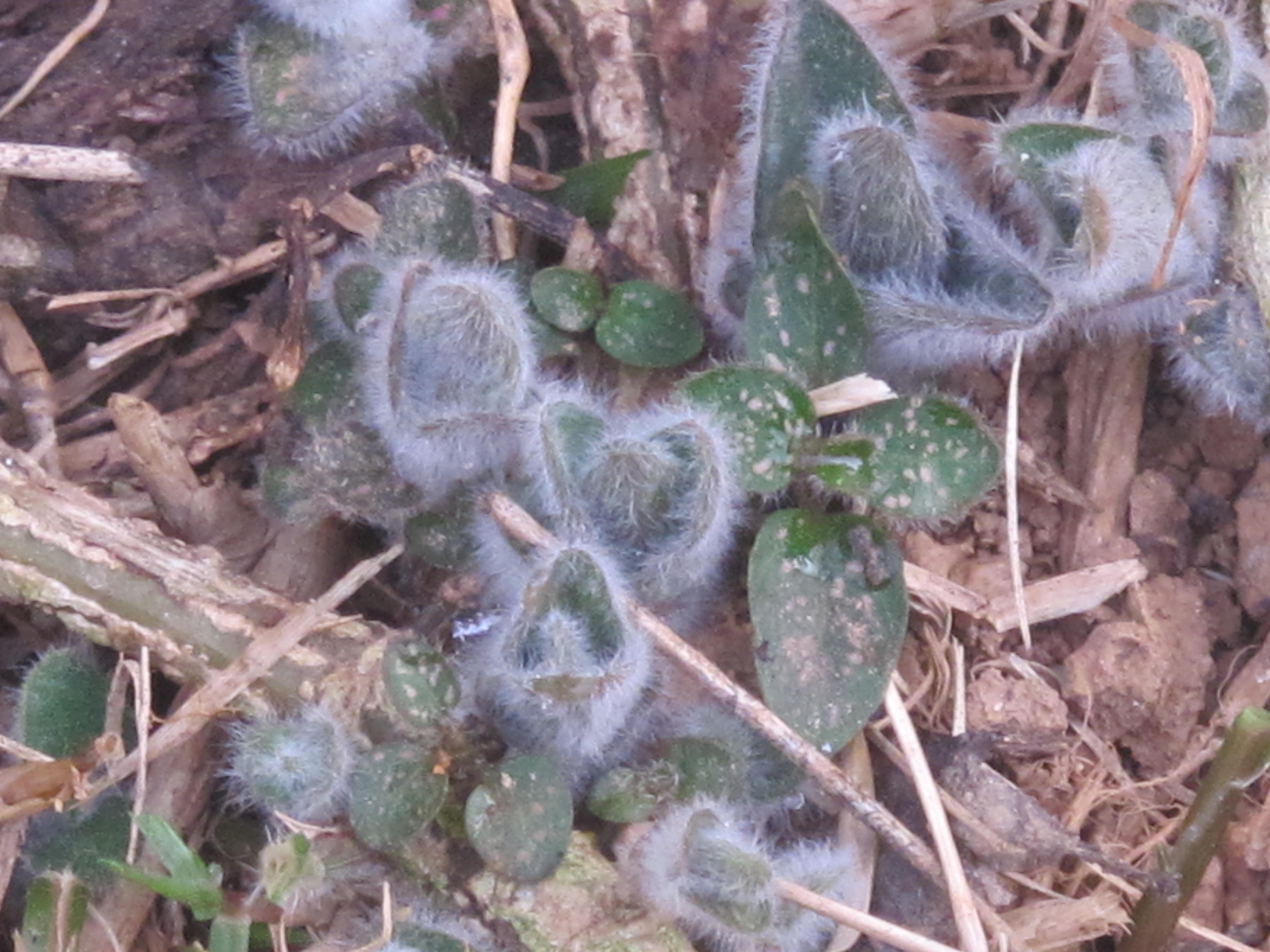
jeunes rejets.